# Ballomar
Ballomar (lateinisch Ballomarius) lebte im 2. Jahrhundert n. Chr. und war zur Zeit des Kaisers Marcus Aurelius Herrscher der suebischen Markomannen, eines germanischen Volksstammes, der im heutigen Böhmen siedelte.
Nachdem im Vorfeld des ersten Markomannenkrieges Langobarden und Obier in Pannonien eingedrungen und zurückgeschlagen worden waren, führte Marcus Iallius Bassus, der Statthalter von Pannonia superior, im Jahre 167 Friedensverhandlungen mit Vertretern von elf Stämmen. Ballomarius, der König der Markomannen, vermittelte zwischen den Verhandlungspartnern. Die ins Reich eingedrungenen Völker zogen zwar wieder ab und verpflichteten sich zur Ruhe, was die Markomannen garantieren sollten, die Unruhen an der Grenze hielten jedoch weiter an.